# Mare de Lassouri
Die Mare de Lassouri ist ein See in den Gemeinden Guidimouni und Damagaram Takaya im Süden Nigers.

## Geographie
Die Mare de Lassouri befindet sich unmittelbar nordwestlich des Dorfs Lassouri und gehört administrativ zu den Landgemeinden Guidimouni und Damagaram Takaya, die beide im Departement Damagaram Takaya in der Region Zinder liegen.
Die Größe der Wasserfläche schwankt stark und beträgt durchschnittlich 750 Hektar bei einem Volumen von 1800 Kubikmetern. Die durchschnittliche Tiefe liegt bei 0,8 Metern, die maximale Tiefe bei 2 Metern. Das Einzugsgebiet des auf 351 m Höhe gelegenen Sees ist 7600 Hektar groß. Die Mare de Lassouri ist im Südwesten des Tschadseebeckens gelegen und gehört klimatisch zur Sahelzone, wobei das Klima für nigrische Verhältnisse vergleichsweise sehr feucht ist.

## Besiedlung
Außer dem Dorf Lassouri, das 1740 Einwohner bei der Volkszählung 2012 hatte, liegen weitere Siedlungen rund um den See. Die Weiler Haouri Naroua II und Zangon Malam im Nordwesten, der Weiler Karé Goudou im Norden und der Weiler Bounaré im Nordosten der Mare de Lassouri gehören wie das Dorf Lassouri zur Gemeinde Goudimouni. Ortschaften der Gemeinde Damagaram Takaya sind das Dorf Galdimari und der Weiler Dagradi im Süden sowie die Weiler Barmadi I, Barmadi II und Barmadi III im Südwesten des Sees.

## Ökologie
Die Tierwelt in und um die Mare de Lassouri ist von Vögeln geprägt. Die mehr als 20.000 Einzeltiere umfassen auch Zugvögel. Die am häufigsten anzutreffenden Vogelarten sind:
- Zwergtaucher (Tachybaptus ruficollis)
- Graureiher (Ardea cinerea)
- Seidenreiher (Egretta garzetta)
- Kuhreiher (Bubulcus ibis)
- Rallenreiher (Ardeola ralloides)
- Weißstorch (Ciconia ciconia)
- Heiliger Ibis (Threskiornis aethiopicus)
- Blaustirn-Blatthühnchen (Actophilornis africana)
- Witwenpfeifgans (Dendrocygna viduata)
- Höckerglanzgans (Sarkidiornis melanotos)
- Knäkente (Anas querquedula)
- Löffelente (Anas clypeata)
- Teichralle (Gallinula chloropus)
- Stelzenläufer (Himantopus himantopus)
- Spornkiebitz (Vanellus spinosus)
- Waldwasserläufer (Tringa ochropus)
- Kampfläufer (Philomachus pugnax)
- Zwergseeschwalbe (Sterna albifrons)
- Rohrweihe (Circus aeruginosus)
- Steppenweihe (Circus macrourus)
- Schwarzmilan (Milvus migrans)[1]

Zu den Fischen im See gehört vor allem der Westafrikanische Lungenfisch (Protopterus annectens), ferner der Aalraubwels (Clarias anguillaris).
Typische Pflanzen im Feuchtgebiet der Mare de Lassouri sind Arabische Gummi-Akazien, Anabäume und Mitragyna inermis sowie Hühnerhirsen und Seerosen. In der Busch- und Baumsavanne um den See finden sich außerdem unter anderem Detarium macrocarpum, Wüstendatteln, Afrikanische Affenbrotbäume, Gummiarabikumbäume, Boscia senegalensis, und Niembäume sowie Rohrkolben, Echter Papyrus, Tigerlotus, Cenchrus biflorus, Indische Jujuben, Oscher, Liebesgräser, Erd-Burzeldorn und Kinkéliba.
Das Feuchtgebiet der Mare de Lassouri steht nach der Ramsar-Konvention unter Schutz. Die Unterschutzstellung des 34.000 Hektar großen Gebiets erfolgte am 16. September 2005. Der See droht aufgrund der Einflüsse von Wind und Wetter zu versanden. Die Wasserqualität könnte durch den Einsatz von Pestiziden in der Landwirtschaft in Mitleidenschaft geraten. Gefährdungen für das Ökosystem das Feuchtgebiets stellen ferner eine übermäßige Abholzung und Überweidung dar.

## Wirtschaftliche Bedeutung
Die Bevölkerung verwendet das Wasser aus der Mare de Lassouri als Trinkwasser, für die Haushaltsarbeit, zur Herstellung von Ziegeln und zum Tränken der Haustiere. Der Ertrag aus dem Fischfang beträgt jährlich geschätzt zwischen 2000 und 2500 Kilogramm. Auf einer Fläche von etwa 20 Hektar wird beim See Bewässerungsfeldwirtschaft unter anderem mit Maniok, Tomaten, Blattsalat und Kohl betrieben. Außerdem nutzen Wanderhirten das Weideland im Umland.